# Marcel Proust Gesellschaft
Die Marcel-Proust-Gesellschaft e.V. wurde am 18. November 1982 zum 60. Todestag Marcel Prousts in Köln gegründet. Sie versteht sich als ein Forum des Austausches von literaturwissenschaftlichen Forschern und hedonistischen Lesern. Erklärtes Ziel ist es, Prousts Werk einer neuen und jungen Leserschaft im deutschsprachigen Raum zu erschließen.
Zu diesem Zweck veranstaltet die Gesellschaft regelmäßig internationale Symposien, Matinéen, Ausstellungen, Exkursionen und gibt im Insel Verlag mehrere Schriftenreihen heraus: Materialienbände zu Symposien, das Mitteilungsblatt „Proustiana“ sowie Monografien zu verschiedenen Proust-Themen in der Reihe „Sur la lecture“.
Die Marcel Proust Gesellschaft zählt inzwischen mehr als 500 Vereinsmitglieder und gehört damit zu den größten literarischen Gesellschaften in Deutschland. Präsident ist seit Gründung der Arzt und Kunstsammler Reiner Speck, Generalsekretär ist Alexis Eideneier.

## Weblink
- Marcel Proust Gesellschaft e. V.